# Sternenberg
Sternenberg es una comuna suiza del cantón de Zúrich, situada en el distrito de Pfäffikon. Limita al norte con la comuna de Fischingen (TG), al sureste con Mosnang (SG) y Fischenthal, al sur y suroeste con Bauma, y al noroeste con Wila.